# Atomic Games
Atomic Games est un studio américain de développement de jeux vidéo, basée à Austin, au Texas, qui s'est spécialisé dans les wargames. Il est principalement connu pour la réalisation des séries Close Combat et V for Victory.

## Historique
La société est fondée par Keith Zabalaoui en 1989.   
Le premier jeu développé par le studio, qui compte à l'époque trois employés, est le wargame V for Victory: Utah Beach qui est publié par Three-Sixty Pacific en 1991. Surfant sur son relatif succès, le studio s’appuie sur son moteur de jeu pour en développer trois suites, V for Victory: Velikiye Luki (1992), V for Victory: Market Garden (1993) et V for Victory: Gold-Juno-Sword (1993), également publiées par Three-Sixty Pacific et qui transpose son système de jeu sur le front de l’Est et à l’opération Market Garden.   
En 1993, Three-Sixty Pacific se retrouve en difficulté financière à la suite de l'échec commercial des jeux Patriot (1992) et Theatre of War (1992). En septembre, l’éditeur est ainsi dans l’incapacité de couvrir ses frais de développement, mais aussi d’assumer le payement des royalties à Atomic Games pour la série V for Victory, ce qui débouche sur un différend sur la licence de la série.  
Atomic Games continue néanmoins de s’appuyer sur le moteur de jeu de V for Victory pour développer une nouvelle série de wargames, connue sous le nom de World at War, et qui inclut notamment Operation Crusader (1994), D-Day: America Invades (1995) et Stalingrad (1995), tous publiés par Avalon Hill. Dans le cadre de cette collaboration, Avalon Hill propose au studio de travailler sur une version informatique de leur jeu de guerre Advanced Squad Leader. Atomic Games présente alors à l'éditeur un projet initié à l'époque de leur collaboration avec Three-Sixty Pacific et connu sous le nom de « projet X ». Bien que celui-ci n’ait pas grand-chose à voir avec Squad Leader, Avalon Hill se montre intéressé et les deux sociétés signent finalement un contrat pour le développement et la publication d’un nouveau titre, qu'ils baptisent Beyond Squad Leader pour conserver la filiation avec Squad Leader tout en mettant en avant leurs différences. Le jeu n’est finalement pas édité par Avalon Hill et c’est Microsoft qui, après avoir contacté le studio, le publie en 1996 sur PC et sur Macintosh. Avec 200 000 copies vendues, soit plus que les ventes cumulés des sept précédents jeux du studio, celui-ci est un succès sans précédent pour Atomic Games,.  
Surfant sur le succès de Close Combat, le studio s'appuie sur son moteur de jeu pour en développement plusieurs suites. Les deux premières, Close Combat : Un pont trop loin (1997) et  Close Combat III : Le Front russe (1998) sont publiées par Microsoft et retracent respectivement l’opération Market Garden et les opérations sur le front de l’Est de la Seconde Guerre mondiale. Les suivantes, Close Combat IV : La Bataille des Ardennes (1999) et  Close Combat : Invasion Normandie (2000), sont publiées par Strategic Simulations et simulent respectivement la bataille des Ardennes et la bataille de Normandie.  
Après les cinq jeux de la série originale, Atomic Games développe notamment un logiciel de combat basé sur le moteur de Close Combat pour le compte de l’United States Navy, destiné à entrainer les soldats aux manœuvres tactiques. 
En décembre 2000, à cause de l'annulation d'un projet intitulé Hammer's Slammers, Atomic Games est vidé de ses effectifs n'y restant que les trois cadres,.
Le 6 mai 2005, Atomic Games est acquis par Destineer. Il collabore avec ce dernier pour le développement de Close Combat: Red Phoenix (annulé a posteriori) et Close Combat: First to Fight.
Toutefois, en août 2009, Destineer stoppe la collaboration, provoquant à nouveau d'importants licenciements chez Atomic Games,,.
En mai 2011, Destineer ferme ses portes en silence, provoquant la fermeture de ses divisions et filiales dont Atomic Games.

## Ludographie
- 1991 : V for Victory: Utah Beach
- 1992 : V for Victory: Velikiye Luki
- 1993 : V for Victory: Market Garden
- 1993 : V for Victory: Gold-Juno-Sword
- 1994 : Operation Crusader
- 1995 : D-Day: America Invades
- 1995 : Stalingrad
- 1996 : Close Combat
- 1997 : Close Combat : Un pont trop loin
- 1998 : Close Combat III : Le Front russe
- 1999 : Close Combat IV : La Bataille des Ardennes
- 2000 : Close Combat : Invasion Normandie
- 2011 : Breach